# Dolna Mitropolija
Dolna Mitropolija (Bulgaars: Долна Митрополия) is een stad en een gemeente in het noordwesten van Bulgarije in de  oblast Pleven. Op 31 december 2020 telde het stadje Dolna Mitropolija 2.795 inwoners, terwijl de gemeente Dolna Mitropolija, samen met de nabijgelegen 15 nederzettingen, 17.578 inwoners had. Dolna Mitropolija is op 13 september 1977 tot stad uitgeroepen, daarvoor was het officieel nog een dorp.

## Geschiedenis
De gemeente Dolna Mitropolija is gelegen in het centrale en noordwestelijke deel van de oblast Pleven. Met een oppervlakte van 674,897 km² is het de op een na grootste gemeente (van de 11 gemeenten), oftewel 14,5% van het totale grondgebied. De grenzen zijn als volgt:
- in het noordoosten - gemeente Goeljantsi;
- in het zuiden - gemeente Pleven en gemeente Dolni Dabnik;
- in het westen - gemeente Iskar;
- in het noordwesten - gemeente Orjachovo, Oblast Vratsa;
- in het noorden - Roemenië.

## Bevolking
Op 31 december 2020 telde de stad Dolni Mitropolija naar schatting 2.795 inwoners. In de census van 2011 werden er nog 3.046 inwoners geregistreerd, hetgeen betekent dat de bevolking met 251 personen (of: -8,2%) is afgenomen. De jaarlijkse gemiddelde bevolkingsgroei voor de periode 2011-2020 komt hiermee uit op -0,86%.
|  |

## Nederzettingen
De gemeente Dolna Mitropolija bestaat uit 16 nederzettingen: de stad Dolna Mitropolija, de stad Trastenik en 14 dorpen.
| Plaats            | Cyrillisch       | Bevolking (2019) | Km²     |
| ----------------- | ---------------- | ---------------- | ------- |
| Bajkal            | Байкал           | 345              | 42,218  |
| Bivolare          | Биволаре         | 520              | 12,427  |
| Bozjoeritsa       | Божурица         | 935              | 31,326  |
| Bregare           | Брегаре          | 476              | 29,907  |
| Dolna Mitropolija | Долна Митрополия | 2.780            | 31,824  |
| Gorna Mitropolija | Горна Митрополия | 1.574            | 44,583  |
| Gostilja          | Гостиля          | 159              | 15,624  |
| Komarevo          | Комарево         | 986              | 61,020  |
| Kroesjovene       | Крушовене        | 776              | 60,139  |
| Orechovitsa       | Ореховица        | 1.200            | 70,761  |
| Pobeda            | Победа           | 401              | 5,361   |
| Podem             | Подем            | 802              | 30,781  |
| Riben             | Рибен            | 608              | 35,042  |
| Slavovitsa        | Славовица        | 436              | 41,561  |
| Stavertsi         | Ставерци         | 1.425            | 73,613  |
| Trastenik         | Тръстеник        | 3.931            | 88,71   |
| Totaal            |                  | 17.354           | 674,897 |

## Afbeeldingen

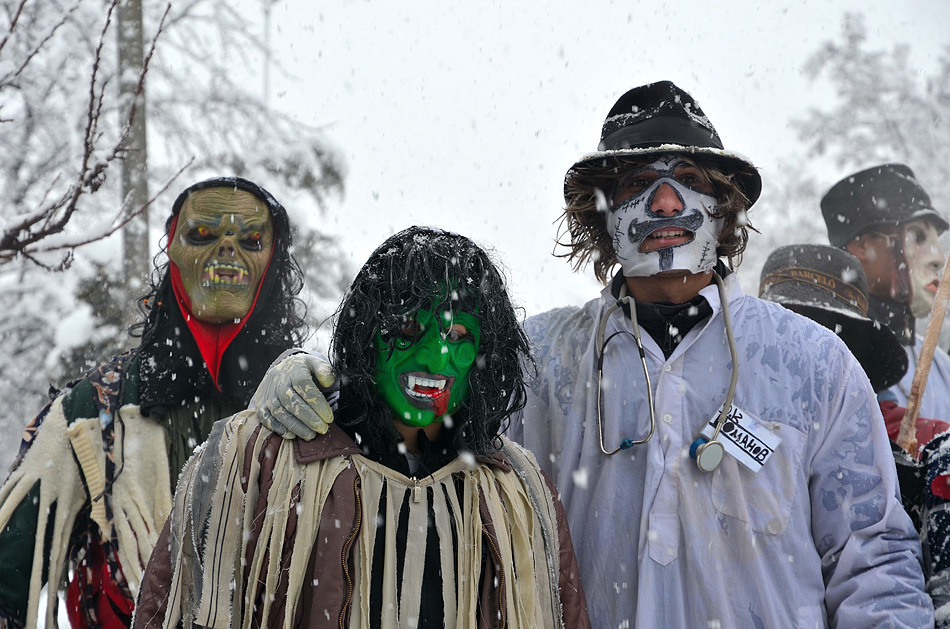
Kukeri in Dolni Mitropolija
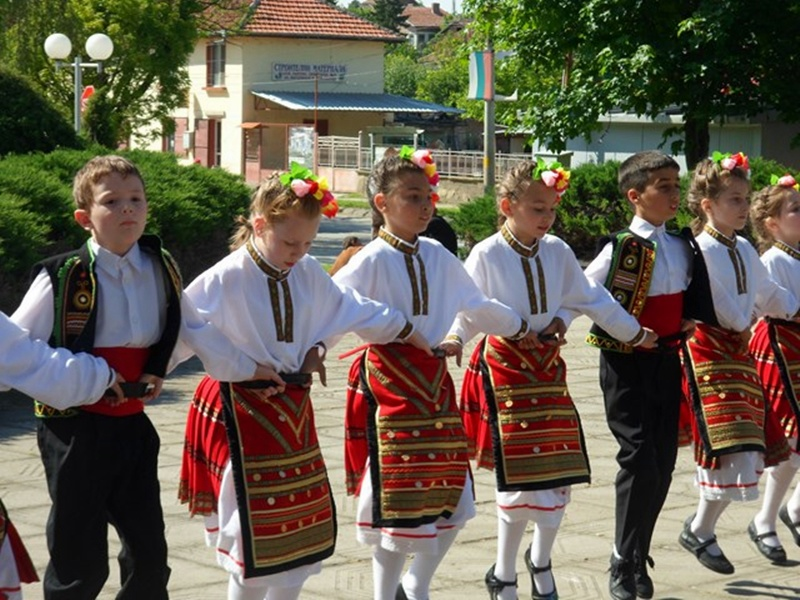
Traditionele dans
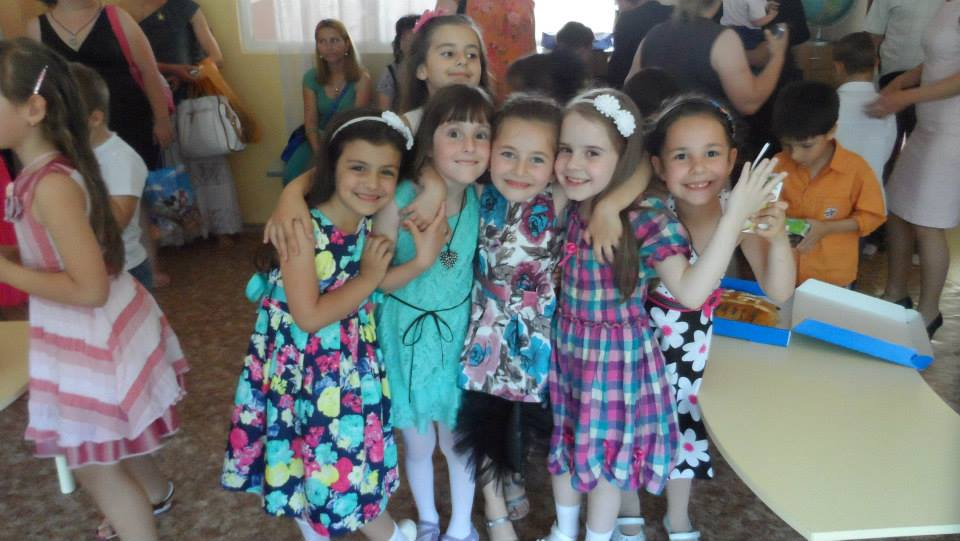
Basisschoolleerlingen in Dolni Mitropolija
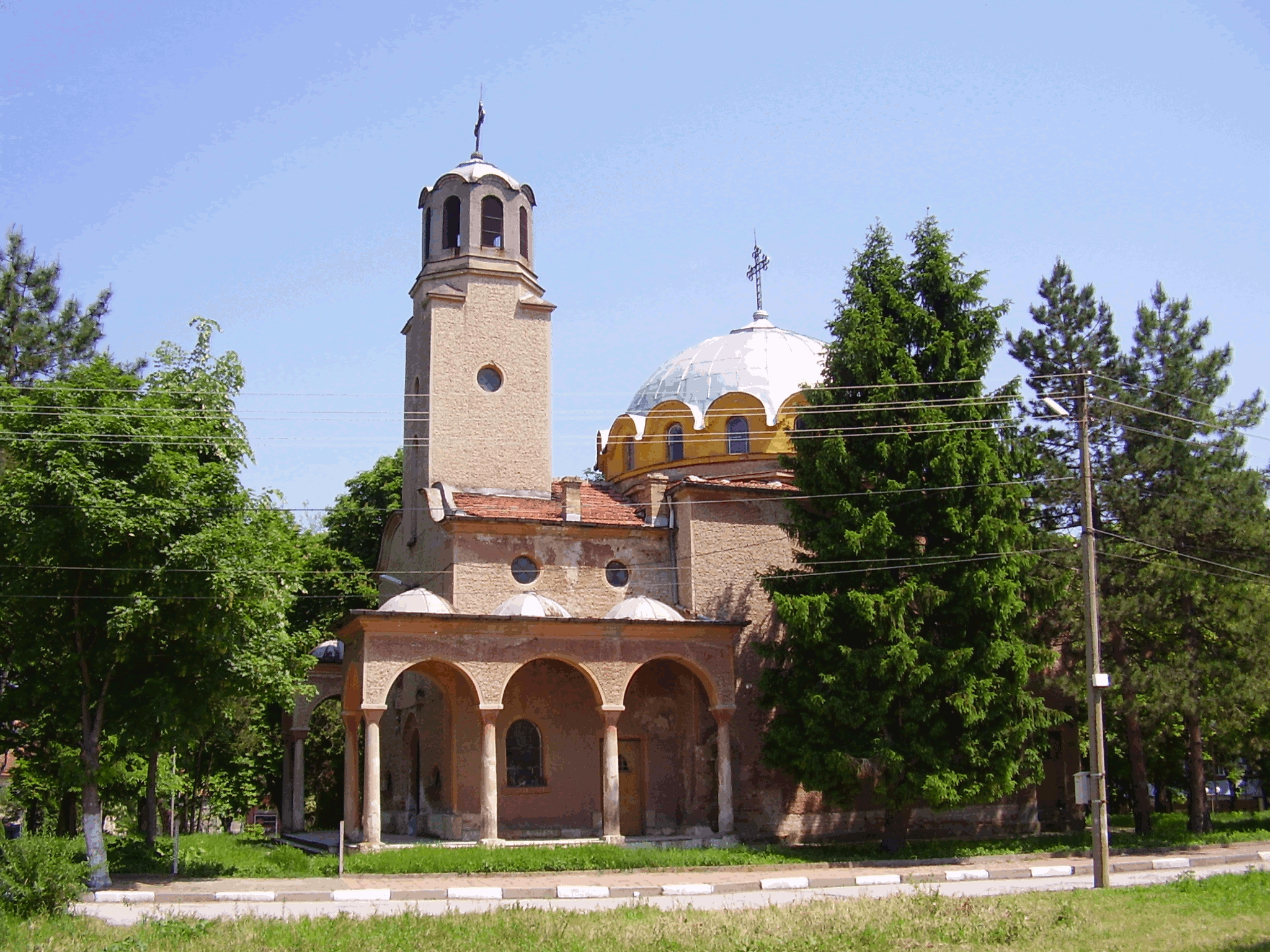
De Sint Demetrius-kerk van Dolna Mitropolija